# Reign in Blood
Reign in Blood е третият студиен албум на американската траш метъл банда Слейър от 1986 г., и първи под шапката на водеща звукозаписна компания. Превръща се в един от най-бруталните метъл албуми издавани някога, съдържащ хардкор пънк влияние, което определя бързината, разнообразната структура на песните и почти изцяло липсващите повторения. Макар и с продължителност малко под половин час, продукцията отпушва злокобен водовъртеж от мощен саунд, заслуга за което има продуцентът на групата Рик Ръбин. Рифовете са основани на атонален хроматизъм, звучащи толкова вледеняващо, колкото и изпълнените с насилие текстове на парчетата. Солата на Кинг и Ханеман често имитират крясъците на жертвите, споменати в песните. С „Reign in Blood“, Слейър вдъхновява редица траш и дет метъл последователи.

## Музиканти
- Том Арая – вокал, бас
- Кери Кинг – китари
- Джеф Ханеман – китари
- Дейв Ломбардо – барабани